# Червец цитрусовый
Червец цитрусовый, или мучнистый червец виноградный (лат. Planococcus citri), — вид семейства мучнистых червецов (Pseudococcidae).

## Описание
Длина тела самки — от 3 до 5 мм; они овальной формы, розового цвета, покрыты восковыми выделениями. Самцы — около 1 мм, крылатые.
Червецы Planococcus citri образуют симбиоз с муравьями. Кроме того, в теле этих червецов живут бактерии Tremblaya princeps, в клетках которых, в свою очередь, живут бактерии Moranella endobia. Первые имеют всего 121 ген. Такая редукция генома бактерии-хозяина обусловлена симбиотическими взаимоотношениями с M. endobia. Эти два вида бактерий лишь совместно могут перерабатывать сок растений, на которых «пасутся» эти насекомые.